# Burschenschaft

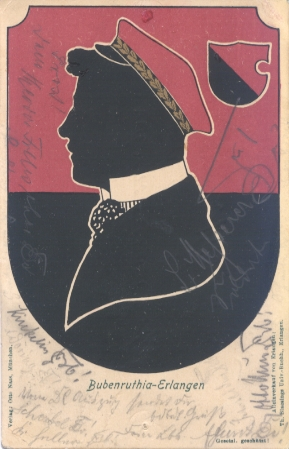
Couleurs et casquette de la Burschenschaft de l'Université Friedrich-Alexander d'Erlangen-Nuremberg sur une carte postale ancienne

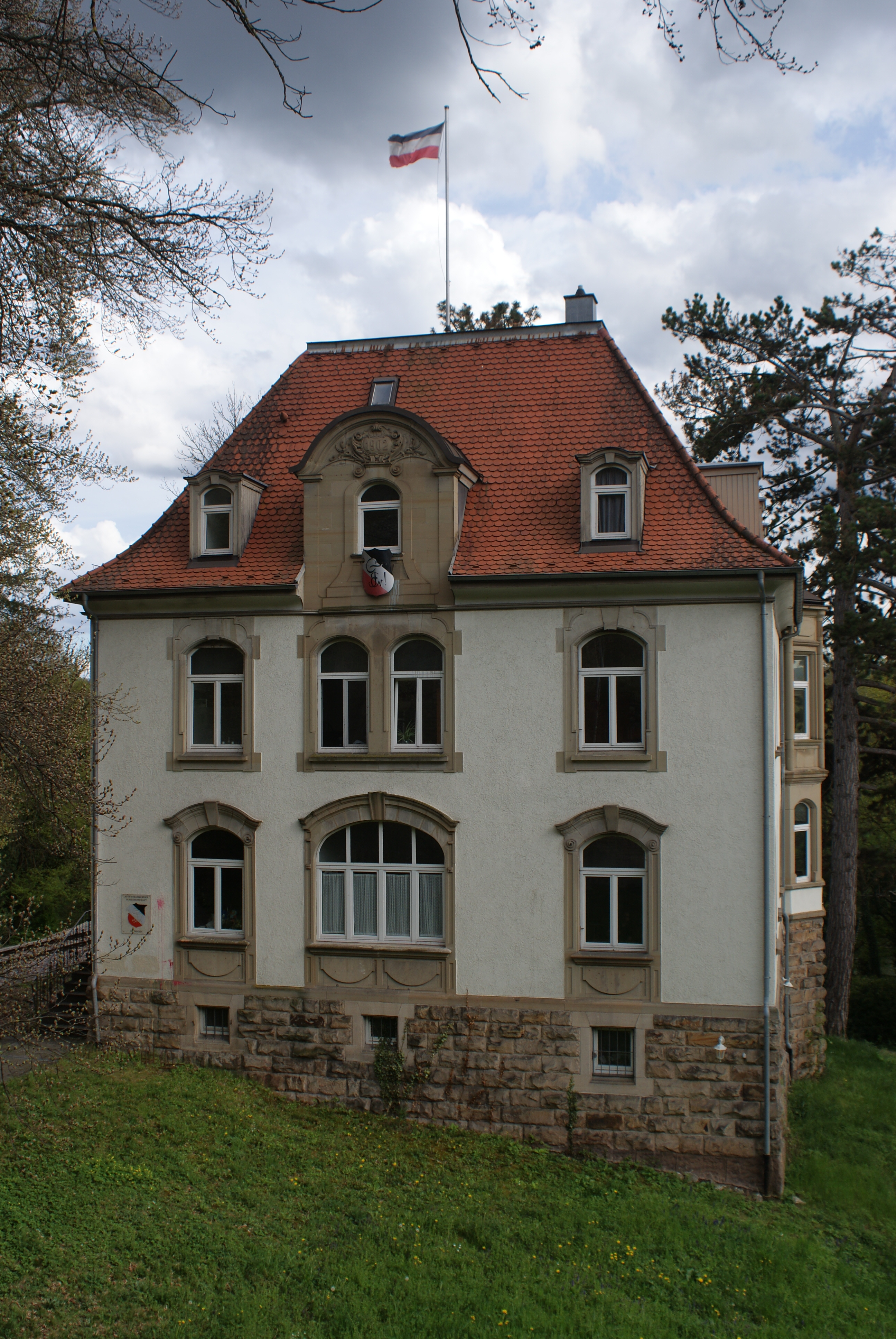
Maison de l'Alte Straßburger Burschenschaft Germania de Tübingen où se réunissent les membres de cette confrérie. Sur le toit, le drapeau est aux couleurs de la confrérie et chaque confrérie possède son propre drapeau. Sur la façade, le blason portant l'insigne et les couleurs de la confrérie

Une Burschenschaft est une forme de société d'étudiants des pays germaniques, baptisée en référence à la Urburschenschaft, société d'étudiants créée le 12 juin 1815 à l'université d'Iéna.
Le mouvement Burschenschaft se consacra à l'unification allemande et surtout aux droits de liberté, par exemple la liberté de la presse.
Après la Seconde Guerre mondiale, ces associations sont d'abord interdites, mais leur recréation est autorisée en République fédérale d'Allemagne en 1950.
Il existe également cinq Burschenschaft au Chili. Apolitique, sans attache à la nation allemande, elles ont pour rôle la conservation de la langue et du patrimoine allemand. La plus ancienne a été fondée en 1896.

## Histoire
Pour un article plus général, voir Unité allemande.

### L’Urburschenschaftd'Iéna et le mouvement auXIXesiècle
En 1815, Iéna fait partie du grand-duché de Saxe-Weimar dont le souverain, ami de Goethe, a fait un îlot de libéralisme. Le grand-duché, compris dans la Confédération germanique de l'époque post-napoléonienne, condamne le morcellement de l'Allemagne résultant du congrès de Vienne et entretient un état d'esprit nationaliste et anticatholique.
En juin 1815 à Iéna, les étudiants décident  de dissoudre les cinq associations régionales existantes pour fonder une seule Burschenschaft. Le règlement définit la Burschenschaft comme « la libre association de la jeunesse allemande qui reçoit une formation scientifique dans les universités. Elle se fonde sur les liens étroits qui unissent la jeunesse allemande avec l'unité naissante du peuple allemand. » Sa devise est « Honneur, liberté, patrie ». Les Burschenschaften  reprennent les couleurs noir-rouge-or sur leur bannière en souvenir du corps franc de Lützow. Le mouvement se répand rapidement dans les universités du centre et du Sud de l'Allemagne. Dans certaines universités, les associations refusent purement et simplement les étudiants juifs. La Burschenschaft d'Heidelberg choisit quant à elle de les admettre.
En 1817, les Burschenschaften se réunissent à Wartburg en Thuringe. 500 étudiants célèbrent ainsi la publication des 95 thèses de Luther 300 ans plus tôt et le quatrième anniversaire de la bataille de Leipzig. À la fin de la rencontre, certains étudiants passablement excités brûlent certains livres considérés comme « anti-allemands » ou « réactionnaires », comme ceux l'écrivain August von Kotzebue, le code de la gendarmerie prussienne, la queue de perruque d'un bureaucrate et le bâton d'un sous-officier prussien. Cela provoque la persécution des Burschenschaften car les souverains allemands craignent pour leur pouvoir. Au sein de la Burschenschaft, il existe un groupuscule de fanatiques  prêt à tout pour assurer « la regénération morale du pays ». L'un d'eux, Sand, décide d'assassiner August von Kotzebue considéré comme un traitre et de se suicider ensuite. Il poignarde l'écrivain le 23 mars 1819, mais rate son suicide. En juillet, un autre étudiant commet lui aussi un attentat contre le ministre du duché de Nassau. Fin août 1819, le prince Metternich édicte les décrets de Karlsbad, qui interdisent les Burschenschaften et placent sous surveillance rigoureuse toutes les universités. En 1820, un congrès secret des étudiants décide de rejeter en bloc tous les étudiants juifs. Mais certaines acceptent cependant les étudiants juifs s'ils acceptent de se plier à une formation germano-chrétienne.
À la fin du XIXe siècle, les Burschenschaften sont concurrencées par d'autres organisations étudiantes : le Corps, plus corporatiste et élitiste, la Deutsche Landsmannschaft et la Turnerschaft qui adoptent le duel étudiant, les Sängerschaften qui s'adonnent au chant choral. Il existe aussi des associations d'étudiants religieuses. La Burschenschaft reste cependant la seconde organisation du pays qui, contrairement aux autres organisations estudiantines, garde un esprit progressiste et s'intéresse à la politique. Les associations étudiantes se dépolitisent sous l'Empire allemand et prennent un virage antilibéral teinté d'antisémitisme.

### AuXXesiècle
Dès 1920, les Burschenschaften décident de ne plus admettre de membres juifs ou d'ascendance juive et sanctionnent les membres qui épousent une juive.
Le 10 mai 1933 dans toute la République de Weimar, où les nazis venaient d'accéder au pouvoir, eut lieu un autodafé qualifié d'« action contre l'esprit non allemand » dans lequel on brûla les œuvres de tous les auteurs que le nouveau régime jugeait intolérables : 20 000 volumes furent ainsi livrés aux flammes sur la seule Opernplatz de Berlin. Or, l'initiative de cette « nuit de la honte » ne fut pas le fait de Joseph Goebbels ou de ses services, mais celui de la direction  de la Deutsche Studentenschaft, qui espérait ainsi précéder sa rivale, la « Fédération des étudiants nationaux-socialistes » (NSDStB). « Les organisations estudiantines nazies n'étaient pas les seules à y être associées. » Les autorités universitaires n'élevèrent pas la moindre protestation.

### AuXXIesiècle
Au XXIe siècle, environ 160 associations étudiantes, qui s'appellent Burschenschaft dans la République fédérale d'Allemagne et dans la République d'Autriche sont encore vivantes. Leurs couleurs sont souvent noir, rouge et or, mais peuvent sensiblement varier. La plupart d'entre elles appartient à la Deutsche Burschenschaft.